# Contemplata aliis tradere
Contemplata aliis tradere est un adage théologique latin qui se traduit en français : « transmettre aux autres ce qui a été contemplé ». Tirée des œuvres de Thomas d’Aquin, la phrase est souvent utilisée pour exprimer ce qu’est la vocation spécifiquement dominicaine. Elle a parfois été considérée comme une devise qui résumerait le propos religieux de l’Ordre Dominicain.

## Thomas d'Aquin
L'adage a été forgé à partir de deux passages  de la  Somme de théologie du dominicain Thomas d’Aquin (+1274).
Le premier texte concerne les deux principaux états de la vie religieuse: « De même qu'on fait plus en éclairant qu'en brillant seulement, c'est faire oeuvre plus grande de transmettre aux autres que de contempler seulement ». (Summa Theologiae II-II, q. 188, a. 6 : Sicut enim maius est illuminare quam lucere solum, ita maius est contemplata aliis tradere quam solum contemplari.) 
Le second passage est extrait du traité de la Vie du Christ où Thomas met en application les principes expliqués précédemment : 
« La vie contemplative est, absolument parlant, meilleure que la vie active adonnée aux actions corporelles. Cependant, la vie active par laquelle quelqu'un transmet aux autres, en prêchant et en enseignant, ce qu'il a contemplé, est plus parfaite qu'une vie où l'on contemple seulement, car une telle vie présuppose l'abondance de la contemplation. Et c'est pour cela que le Christ a choisi une telle vie »). (Summa theologiae, III, q. 40, a. 1, ad 2 : « Vita contemplativa simpliciter est melior quam activa quae occupatur circa corporales actus. Sed vita activa, secundum quam aliquis praedicando et docendo contemplata aliis tradit, est perfectior quam vita quae solum contemplatur, quia talis vita praesupponit abundantiam contemplationis. Et ideo Christus talem vitam elegit. ») 
Si la vie contemplative est supérieure à la vie active, elle est donc encore meilleure si elle se poursuit dans la communication aux autres des fruits spirituels de la contemplation selon l'exemple donné par le Christ.

## Spiritualité dominicaine
La thèse thomiste du primat de la contemplation sur l'action ne dit pas tout du propos religieux des frères prêcheurs, ni des rapports de l'action et de la contemplation dans la vie dominicaine. Dès la fondation de l’Ordre (1216) par  Dominique de Caleruega et sous son inspiration directe, les frères prêcheurs ont voulu imiter la vie du Christ et des apôtres. Ils ont pour cela associé ascèse, exercice des vertus intellectuelles et morales, prière, méditation et étude de la Bible, mis au service du ministère apostolique de l'enseignement et du sacrement de la pénitence. C'est à tort qu'on réduit souvent chez les dominicains la vie contemplative à la vie intellectuelle qui n'est qu'une forme d'action susceptible de disposer à la contemplation.
"Nul ne devient Israelite qui n'ait d'abord été Jacobite". Cet adage de la première génération dominicaine, véhiculé par les postilles bibliques d'Hugues de Saint-Cher (+ 1264), distingue chez le religieux deux types d'action référées à la contemplation : l'une qui prépare à la contemplation et la conditionne, l'autre qui découle de la contemplation et en dépend. Il n'y a pas de contemplation fructueuse pour les autres qui ne soit préparée par l'exercice de l'ascèse, des vertus et l'étude et qui ne débouche sur l'enseignement de la doctrine et le ministère de la confession.